# Louis-Sébastien Lenormand
Pour les articles homonymes, voir Lenormand.
Louis-Sébastien Lenormand, né le 25 mai 1757 à Montpellier et décédé le 4 avril 1837 à Castres, est un physicien et inventeur français qui fut le premier parachutiste. 

## Biographie
Lenormand, fils d'un horloger, est né à Montpellier en 1757. 
De 1775 à 1780 il étudie la physique et la chimie à Paris auprès de Lavoisier et Berthollet, il s'implique également dans l'étude du salpêtre. Il apprend de l'utilisation du savoir scientifique et mathématique dans la production de la poudre à canon. 
De retour à Montpellier, il travaille dans la boutique de son père tout en se plongeant dans la communauté intellectuelle de la ville et commence ses expériences de parachutisme, inspiré par le spectacle d'un équilibriste thaïlandais qui a utilisé un parasol pour maintenir son équilibre. 
Avant d'effectuer le saut en public depuis l'observatoire, Lenormand teste son parachute sur des animaux.
Considéré comme le premier homme à avoir expérimenté un parachute (en 1783), il est également connu pour avoir inventé le terme (à partir du grec para, « contre », et de chute). Le 26 novembre 1783 , il fit à Montpellier, dans l'enclos des Cordeliers, sa première expérience en s'élançant d'un ormeau, en tenant dans ses mains deux parasols de trente pouces de rayon. Il continua ses expériences en décembre 1783 en abandonnant à la pesanteur, sous un parachute, divers animaux et divers poids en forme de cœur, du haut de la tour de l'observatoire de Montpellier devant une foule comprenant Joseph Montgolfier.
La fonction initialement prévue pour son invention était de sauver les gens lors d'incendies d'immeuble.
C'est André-Jacques Garnerin qui a fait en 1797 le premier saut à haute altitude à l'aide d'un parachute non rigide en s'élançant depuis un ballon au dessus de Paris.
En 1830, Lenormand retourne vivre à Castres. Il fait reconnaître la nullité de son mariage et entre à la chartreuse comme moine convers sous le nom de frère Chrysostome. Il y meurt en 1837.

## Œuvres
- Essai sur l’art de la distillation (1811, 2 vol.)
- Manuel de l’art du dégraisseur (1819)
- Bibliothèque instructive et morale pour la jeunesse (1824-1826, in-8°)
- Manuel du chandelier (1827)
- Louis Sébastien Lenormand, 1830, Encyclopédie-Roret, Nouveau manuel complet du relieur en tous genres, sur Wikisource
- Manuel de l’horloger (1831)
- Manuel du fabricant d’étoffes imprimées (1831)
- Manuel du fabricant de papiers (1833, 2 vol. in-18)